# FC Merani Tbilissi
Maillots
Le Football Club Merani Tbilissi (en géorgien : საფეხბურთო კლუბი მერანი თბილისი), plus couramment abrégé en Merani Tbilissi, est un club géorgien de football fondé en 1991 et basé à Tbilissi, la capitale du pays.

## Histoire
Le nom du club provient du nom d'un hôtel de Tbilissi.
Le club participe à la Coupe Intertoto en 1997.

## Bilan sportif

### Palmarès
| Compétitions nationales                                                                                  |
| --- |
| - Championnat de Géorgie D2 (2) : - Champion : 1995-96 et 2018-19. - Vice-Champion : 1994-95 et 2005-06. |

### Bilan européen
Note : dans les résultats ci-dessous, le score du club est toujours donné en premier.
| Saison | Compétition           | Tour      | Club           | Domicile | Extérieur | Total    |
| ------ | --------------------- | --------- | -------------- | -------- | --------- | -------- |
| 1997   | Coupe Intertoto       | Groupe 12 | Torpedo Moscou | 0 - 2    | N/A       | Deuxième |
| 1997   | Iraklis Thessalonique | Groupe 12 | N/A            | 0 - 2    |           | Deuxième |
| 1997   | Floriana FC           | Groupe 12 | 5 - 0          | N/A      |           | Deuxième |
| 1997   | SV Ried               | Groupe 12 | N/A            | 3 - 1    |           | Deuxième |

## Personnalités du club

### Présidents du club
- Nikoloz Dolidze

### Entraîneurs du club
- Otar Gabelia (2002)
- Koba Zhorzhikashvili (2003)
- Nikoloz Dolidze (2003)
- Temur Lortkipanidze[2] (2003)
- Joni Janelidze[3] (2003)
- Avtandil Shengelia